# Маковіште (Чукіч, Караш-Северін)
Маковіште (рум. Macoviște) — село у повіті Караш-Северін в Румунії. Входить до складу комуни Чукіч.
Село розташоване на відстані 355 км на захід від Бухареста, 44 км на південний захід від Решиці, 97 км на південь від Тімішоари.

## Населення
За даними перепису населення 2002 року у селі проживали 173 особи, з них 172 особи (99,4%) румунів. Усі жителі села рідною мовою назвали румунську.